# Zygmunt Szpiegel
Zygmunt Szczepan Szpiegel (zm. 23 września 1920 pod Zasławiem) – plutonowy Wojska Polskiego, kawaler Orderu Virtuti Militari.

## Życiorys
12 listopada 1918 wstąpił do Wojska Polskiego. W czasie wojny z bolszewikami walczył w szeregach 2 szwadronu 6 pułku ułanów, w randze plutonowego. Wyróżnił się 23 września 1920 w bitwie pod Zasławiem. Następnego dnia dowódca 2 szwadronu rotmistrz Witold Cieśliński sporządził wniosek na odznaczenie plut. Szpiegela orderem „Virtuti Militari”, w którym napisał: w szarży 2 szwadronu pod Zasławiem, niezważając na nieustający, flankowy ogień przeciwnika, rzucił się z ułanem Franciszkiem Gnypem i Majewskim na karabiny maszynowe bolszewickie, zdobył je i padł na nich śmiercią bohaterską. 26 stycznia 1922 został pośmiertnie odznaczony Krzyżem Srebrnym Orderu Wojskowego Virtuti Militari nr 3494.